# Таџикистан на Светском првенству у атлетици на отвореном 2022.
Таџикистан је учествовао на 18. Светском првенству у атлетици на отвореном 2022. одржаном у Јуџину  од 15. до 25. јула петнаести пут, односно учествовао је под данашњим именом на свим првенствима од 1993. до данас. Репрезентацију Таџекистана представљао је 1 атлетичар који се такмичио у трци на 100 метара., .
На овом првенству такмичар Таџикистана није освојио ниједну медаљу нити је остварио неки резултат.

## Учесници
Мушкарци:
- Илдар Ахмадијев — 100 м

## Резултати

### Мушкарци
| Атлетичар       | Дисциплина | Лични рекорд | Предтакмичење | Предтакмичење | Квалификације | Квалификације | Полуфинала           | Полуфинала           | Финале               | Финале       | Детаљи |
| Атлетичар       | Дисциплина | Лични рекорд | Резултат      | Пласман       | Резултат      | Пласман       | Резултат             | Пласман              | Резултат             | Пласман      | Детаљи |
| --------------- | ---------- | ------------ | ------------- | ------------- | ------------- | ------------- | -------------------- | -------------------- | -------------------- | ------------ | ------ |
| Илдар Ахмадијев | 100 м      | 10,37 НР     | слободан      | слободан      | 23,45         | 8. у гр. 6    | није се квалификовао | није се квалификовао | није се квалификовао | 55 / 67 (71) |        |